# Violent Thing
"Violent Thing" er en sang af den slovenske sanger Ben Dolic.. Den skal repræsentere Tyskland ved Eurovision Song Contest 2020.